# Bredemeyera
Bredemeyera é um género botânico pertencente à família Polygalaceae.